# Vyhlášení nezávislosti Bosny a Hercegoviny

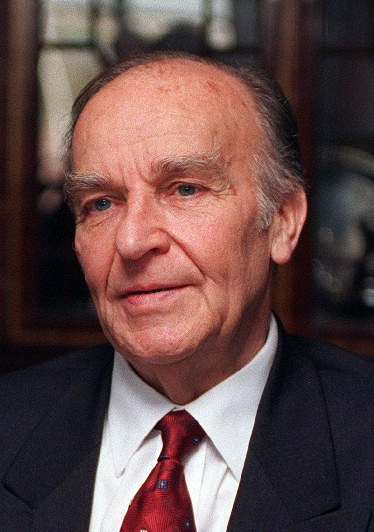
Alija Izetbegović, první prezident nezávislého státu a politický předák Bosňáků

Vyhlášení nezávislosti Bosny a Hercegoviny se událo formálně 6. dubna 1992. Předsednictvo republiky tak reagovalo na referendum z přelomu února a března téhož roku, ve kterém se 63,4 % oprávněných voličů, především bosňácké a chorvatské národnosti, vyslovilo pro samostatný stát. 
Srbové, kteří již vytvářeli vlastní republiku, tento akt neuznali, referenda se neúčastnili a naopak uspořádali vlastní, ve kterém se jasně postavili za setrvání v jugoslávské federaci. Mezinárodní společenství v čele s EU a USA bosenský stát uznalo o den později, tj. 7. dubna 1992. V tomto okamžiku už docházelo k prvním srážkám jak mezi Bosňáky a Chorvaty, tak i mezi Srby a Bosňáky. Proti tomu se vyjádřili občané metropole Sarajeva ještě tentýž den, kteří vyšli do ulic a vyjadřovali svoji nespokojenost s neschopností zajistit i nadále poklidné fungování nově rodícího se státu. 8. dubna vyhlásila Republika srbská na nově vzniklém bosenském státě nezávislost a vláda v Sarajevu vyhlásila výjimečný stav. Válka se tak rozhořela naplno.